# Balwadi
Balwadi est le nom marathi des écoles maternelles du Maharashtra. Le concept a été défini par J. S. Grewal qui est cité par R. P. Shukla comme "Une école préprimaire rurale gérée économiquement mais scientifiquement et utilisant autant d'aides pédagogiques que possible, préparées à partir de matériel disponible localement". Il a été développé par Tarabai Modak. Le premier balwadi a été lancé à Bordi, un village côtier du district de Thane dans le Maharashtra, par Nutan Bal Shikshan Sangh en 1945,. 
Tarabai Modak a lancé deux types de balwadis, à savoir le balwadi central et l'angan balwadi ou anganwadi . Les balwadis centraux fonctionnent pendant les heures normales d'école et sont situés de façon centrale tandis que les angan balwadis sont situés dans le quartier des enfants ciblés et ont des horaires à leur convenance. La mise en place des établissements de Tarabai Modak constituent un effort pionnier dans la fourniture d'une éducation non formelle au niveau préscolaire en Inde
L'objectif des balwadis est de fournir à l'enfant les moyens de se développer physiquement et mentalement à l'école et à la maison. Des milliers de balwadis ont été mis en place dans toute l'Inde par
des organismes gouvernementaux et non gouvernementaux.
Les balwadis ont été développés dans le cadre du programme de lutte contre la pauvreté du gouvernement indien, qui visait à universaliser l'éducation. Ils ont été développés pour les enfants des zones rurales pauvres de l'Inde. Le programme de nutrition Balwadi fournit de la nourriture aux enfants de ces écoles.